# Poisson feuille
Monocirrhus polyacanthus
Genre
Espèce
Le poisson feuille  (Monocirrhus polyacanthus) est une espèce de poissons d'eau douce, décrit par Heckel en 1840, appartient à la famille des Polycentridés. Il vit en Amérique du Sud, dans le bassin amazonien et dans plusieurs pays : Bolivie, Brésil, Colombie, Pérou, Venezuela.
C'est un poisson mimétique, il doit son nom à son corps, aplati latéralement et de couleur brun-gris bigaré le faisant ressembler à une feuille morte. La ressemblance avec une feuille morte est poussée jusqu'à une excroissance de la lèvre inférieure qui ressemble au pétiole d'une feuille.